# Arsonists Get All the Girls
Arsonists Get All the Girls war eine US-amerikanische Deathcore-Band aus Santa Cruz, Kalifornien. Sie veröffentlichte insgesamt fünf Studioalben und löste sich 2015 auf.

## Geschichte
Die Band entstand 2005 als Spaßband, die versuchte, einen ähnlichen Sound wie Horse the Band zu kreieren. Während das Debütalbum Hits from The Bow unter Process Records veröffentlicht wurde, sind die Alben The Game of Life und Portals selbst vertrieben worden. Im November 2007 starb der Bassist Patrick Mason kurz nach seinem 21. Geburtstag an einer Alkoholvergiftung.
Die Band spielte im April und Mai 2009 bei der Thrash and Burn European Tour zusammen mit Darkest Hour und Bleeding Through. Diese Tour führte die Band durch Deutschland, Polen, Tschechien, Ungarn, Österreich, Italien, Schweiz, Spanien, Frankreich und England. Steve Borella und James Lucas spielen, seitdem sie die Band verlassen haben bei Scryer, Cameron Reed ist derzeit bei The Taste of Blood und Caleb Ellison bei Vineyards Ablaze aktiv.
Im Oktober und November 2010 ging die Gruppe auf Portals-Tour durch die USA, gemeinsam mit Within the Ruins, Destruction of a Rose, Structures und Ion Dissonance. Im Dezember 2010 kündigte die Band ein neues Album an, welches im Frühjahr 2011 unter dem Titel Motherland bei Century Media erschien. Danach entschied sich die Gruppe, zum DIY-Konzept zurückzukehren. Nachdem Anfang 2013 der frühere Sänger Remi Rodburg zur Band zurückgekehrt war, bestritt diese mit ihm die Aufnahmen zum fünften Studioalbum Listen to the Color, das im Sommer 2013 in Eigenregie veröffentlicht wurde. Anfang 2014 startete die Band eine Kampagne bei Indiegogo mit dem Ziel, mindestens 10.000 Dollar für einen neuen Tour-Van zu erzielen. Es folgten Tourneen u. a. mit The Last Ten Seconds of Life und Rings of Saturn durch die USA.
Im Mai 2015 gab Arsonists Get All the Girls die Auflösung der Band bekannt.

## Diskografie
- 2006: Hits from the Bow (Process Records)
- 2007: The Game of Life (Century Media)
- 2009: Portals (Century Media)
- 2011: Motherland (Century Media)
- 2013: Listen To The Color (Eigenveröffentlichung)